# Canyelles (metropolitana di Barcellona)
Canyelles è una stazione della linea 3 della Metropolitana di Barcellona.
La stazione è situata sotto la Via Favència, nel distretto di Nou Barris di Barcellona, è stata inaugurata il 21 settembre 2001 assieme al prolungamento da Montbau alla stazione di Canyelles stessa. È stata capolinea della L3 fino al 4 ottobre 2008 quando la linea è stata prolungata fino alla stazione di Trinitat Nova.

## Accessi
- Via Favencia
- Carrer Federico Garcia Lorca